# Sự nghiệp điện ảnh của Christopher Nolan

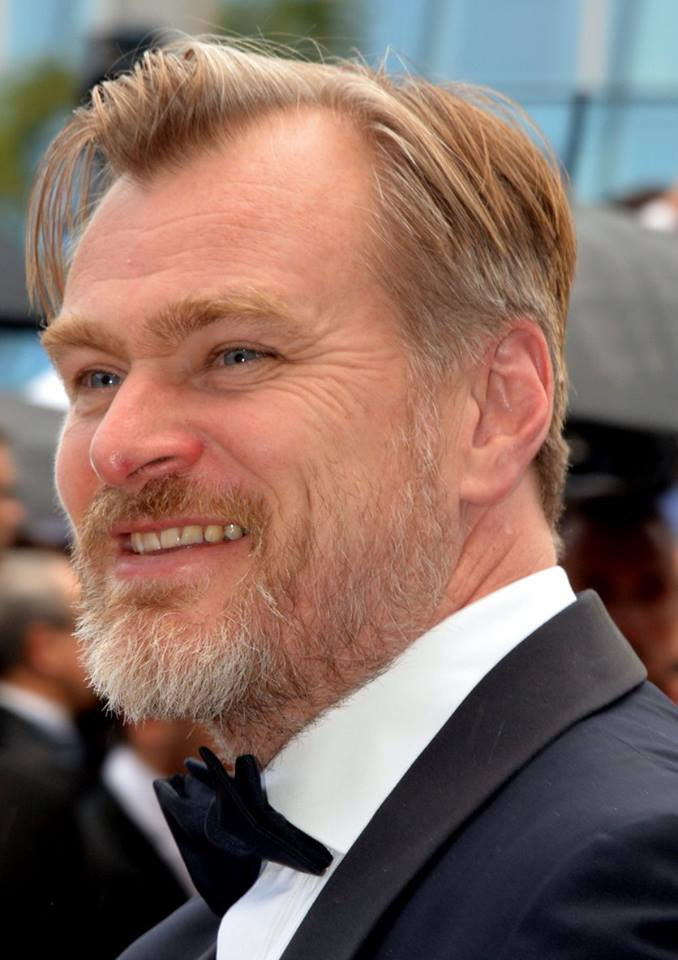
Christopher Nolan tại Liên hoan phim Cannes 2018.

Christopher Nolan là một nam đạo diễn, nhà biên kịch, nhà sản xuất điện ảnh kiêm doanh nhân người Mỹ gốc Anh. Ông bắt đầu sự nghiệp của mình qua bộ phim đầu tay Following (1998), bộ phim thuộc thể loại tội phạm – giật gân được thực hiện với kinh phí eo hẹp chỉ có 6.000 USD. Hai năm sau, ông làm đạo diễn cho Memento (2000), tác phẩm thuộc thể loại tâm lý – giật gân – chính kịch với sự tham gia diễn xuất của Guy Pearce trong vai Leonard Shelby – người bị mắc hội chứng mất trí nhớ ngắn hạn đang bắt đầu hành trình đi tìm kẻ sát hại vợ của mình. Memento có cấu trúc kể chuyện phi tuyến tính giống như bộ phim đầu tay của ông trước đó, và đây được xem là tác phẩm đột phá của ông. Tác phẩm được giới chuyên môn khen ngợi và là một thành công bất ngờ về mặt thương mại. Với bộ phim này, ông đã nhận được đề cử đầu tiên của giải DGA cho thành tựu đạo diễn xuất sắc nhất, và việc viết kịch bản cho bộ phim đã giúp ông nhận được đề cử giải Oscar cho kịch bản gốc xuất sắc nhất. Tiếp đó, ông thực hiện bộ phim Insomnia (2002), tác phẩm được làm lại từ bản phim gốc ra mắt vào năm 1997 với sự tham gia diễn xuất của Al Pacino, Robin Williams và Hilary Swank. Đây là bộ phim đầu tiên của ông dành cho Warner Bros. và là một thành công lớn cả về thương mại lẫn chuyên môn.
Năm 2005, Nolan làm đạo diễn cho Huyền thoại Người Dơi, bộ phim siêu anh hùng của Warner Bros. có sự tham gia diễn xuất của Christian Bale trong vai Batman và kể câu chuyện về nguồn gốc của nhân vật chính. Một năm sau, ông thực hiện tác phẩm The Prestige (2006), trong đó Bale và Hugh Jackman vào các vai Robert và Alfred – hai địch thủ ảo thuật gia vào thế kỷ 19. Bộ phim tiếp theo của ông mang tên Kỵ sĩ bóng đêm (2008), phần phim tiếp nối của Huyền thoại Người Dơi, trong đó Bale trở lại vào vai Batman đối mặt với Joker do Heath Ledger thủ vai. Tác phẩm đã thu về tổng cộng hơn 1 tỷ USD trên toàn thế giới và là bộ phim có doanh thu cao nhất năm 2008; đồng thời còn nhận tám đề cử tại giải Oscar lần thứ 81, và cá nhân Nolan có lần thứ hai được đề cử giải DGA. Năm 2010, ông làm đạo diễn cho bộ phim Inception, với sự tham gia diễn xuất của Leonardo DiCaprio trong vai Dom Cobb – một tên trộm dẫn đầu một nhóm chuyên đánh cắp thông tin bằng cách xâm nhập vào tiềm thức của mỗi người. Tác phẩm được đề cử ở hạng mục Phim hay nhất tại các giải Oscar, giải BAFTA và giải Quả cầu vàng, riêng cá nhân Nolan có lần thứ ba được đề cử giải DGA.
Hai năm sau, Nolan làm đạo diễn cho Kỵ sĩ bóng đêm trỗi dậy (2012), bộ phim tiếp tục đạt tổng doanh thu phòng vé trên toàn thế giới hơn 1 tỷ USD. Ông tiếp nối sự thành công này bằng việc sản xuất bộ phim Người đàn ông thép (2013) của Zack Snyder và làm đạo diễn cho tác phẩm Hố đen tử thần (2014), với sự tham gia diễn xuất của các diễn viên gồm Matthew McConaughey, Anne Hathaway và Jessica Chastain. Tác phẩm sau đó giành giải Sao Thổ cho phim khoa học viễn tưởng hay nhất. Năm 2017, ông làm đạo diễn cho tác phẩm Cuộc di tản Dunkirk, qua đó giúp ông có lần đầu tiên được đề cử giải Oscar cho đạo diễn xuất sắc nhất; và ba năm sau, ông thực hiện tác phẩm thuộc thể loại hành động – khoa học viễn tưởng mang tên Tenet (2020). Năm 2023, ông thực hiện Oppenheimer, bộ phim thuộc thể loại tiểu sử – chính kịch xoay quanh về cuộc đời và sự nghiệp của Robert Oppenheimer, với Cillian Murphy thủ vai chính; tác phẩm đã giúp ông giành được giải Oscar cho Phim hay nhất và Đạo diễn xuất sắc nhất, cùng với hàng loạt giải thưởng khác. Nolan hiện đang trực tiếp chỉ đạo cho bộ phim tiếp theo của mình mang tên Sử thi Odyssey (2026), là bản chuyển thể từ sử thi của Homer, với Matt Damon thủ vai Odysseus.

## Phim điện ảnh

### Tác phẩm chính
| Năm  | Phim                    | Đạo diễn | Kịch bản            | Sản xuất | Nguồn         |
| ---- | ----------------------- | -------- | ------------------- | -------- | ------------- |
| 1998 | Following               | Có       | Có                  | Có       | [ 24 ] [ 25 ] |
| 2000 | Memento                 | Có       | Có                  | Không    | [ 24 ] [ 25 ] |
| 2002 | Insomnia                | Có       | Không được ghi danh | Không    | [ 24 ] [ 25 ] |
| 2005 | Huyền thoại Người Dơi   | Có       | Có                  | Không    | [ 24 ] [ 25 ] |
| 2006 | The Prestige            | Có       | Có                  | Có       | [ 24 ] [ 25 ] |
| 2008 | Kỵ sĩ bóng đêm          | Có       | Có                  | Có       | [ 24 ] [ 25 ] |
| 2010 | Inception               | Có       | Có                  | Có       | [ 24 ] [ 25 ] |
| 2012 | Kỵ sĩ bóng đêm trỗi dậy | Có       | Có                  | Có       | [ 24 ] [ 25 ] |
| 2013 | Người đàn ông thép      | Không    | Cốt truyện          | Có       | [ 24 ] [ 25 ] |
| 2014 | Interstellar            | Có       | Có                  | Có       | [ 24 ] [ 25 ] |
| 2017 | Cuộc di tản Dunkirk     | Có       | Có                  | Có       | [ 24 ] [ 25 ] |
| 2020 | Tenet                   | Có       | Có                  | Có       | [ 9 ] [ 27 ]  |
| 2023 | Oppenheimer             | Có       | Có                  | Có       | [ 28 ]        |
| 2026 | Sử thi Odyssey          | Có       | Có                  | Có       | [ 23 ]        |

### Giám đốc sản xuất
| Năm  | Phim                                        | Ghi chú                                                 | Nguồn         |
| ---- | ------------------------------------------- | ------------------------------------------------------- | ------------- |
| 2014 | Trí tuệ siêu việt                           |                                                         | [ 24 ] [ 25 ] |
| 2016 | Batman đại chiến Superman: Ánh sáng công lý |                                                         | [ 24 ] [ 25 ] |
| 2017 | Liên minh Công lý                           |                                                         | [ 24 ] [ 25 ] |
| 2021 | Liên minh Công lý phiên bản của Zack Snyder | Bản cắt của đạo diễn của Liên minh Công lý vào năm 2017 | [ 29 ]        |
| 2024 | Sanatorium Under the Sign of the Hourglass  | Giới thiệu                                              | [ 30 ]        |

## Phim ngắn
| Năm  | Phim              | Đạo diễn | Sản xuất          | Kịch bản | Quay phim | Biên tập | Ghi chú                                              | Nguồn                |
| ---- | ----------------- | -------- | ----------------- | -------- | --------- | -------- | ---------------------------------------------------- | -------------------- |
| 1989 | Tarantella        | Có       | Có                | Có       | Có        | Có       | Không ra mắt chính thức Đồng đạo diễn với Roko Belic | [ 24 ] [ 31 ] [ 25 ] |
| 1996 | Larceny           | Có       | Có                | Có       | Có        | Có       | Không ra mắt chính thức                              | [ 24 ] [ 31 ] [ 25 ] |
| 1997 | Doodlebug         | Có       | Có                | Có       | Có        | Có       |                                                      | [ 24 ] [ 31 ] [ 25 ] |
| 2015 | Quay              | Có       | Có                | Không    | Có        | Có       | Đảm nhận cả vị trí soạn nhạc Phim tài liệu ngắn      | [ 32 ] [ 33 ]        |
| 2019 | The Doll's Breath | Không    | Giám đốc sản xuất | Không    | Không     | Không    |                                                      | [ 34 ] [ 35 ] [ 36 ] |

## Phim tài liệu đã tham gia
| Năm  | Phim                                     | Nguồn         |
| ---- | ---------------------------------------- | ------------- |
| 2011 | These Amazing Shadows                    | [ 24 ] [ 25 ] |
| 2012 | Side by Side                             | [ 24 ] [ 25 ] |
| 2016 | Cinema Futures                           | [ 37 ]        |
| 2018 | James Cameron's Story of Science Fiction | [ 38 ]        |
| 2019 | Making Waves: The Art of Cinematic Sound | [ 39 ]        |